# Partido del Nuevo Bienestar
El Partido del Nuevo Bienestar es un partido político islamista y conservador en Turquía, fundado el 23 de noviembre de 2018. El partido se posiciona como el sucesor del Partido del Bienestar. El fundador y líder del partido, Fatih Erbakan, es hijo del difunto primer ministro turco Necmettin Erbakan, quien fue el fundador del Partido del Bienestar original y la inspiración de la ideología Millî Görüş.

## Historia
El YRP fue fundado por Fatih Erbakan, cuyo objetivo era revivir el legado del Partido del Bienestar original, que había sido una fuerza política importante en Turquía antes de su cierre por el Tribunal Constitucional en 1998 por actividades contrarias al principio de secularismo.
La fundación del Partido del Nuevo Bienestar refleja un esfuerzo por volver a entrar en la escena política con una agenda reformada que cumpla con el marco secular y democrático de la República de Turquía manteniendo al mismo tiempo un enfoque en los valores islámicos.
El 21 de enero de 2023, al líder del partido político danés de extrema derecha Stram Kurs, Rasmus Paludan, se le permitió quemar un Corán frente a la embajada turca en Estocolmo. Tras el incidente, el partido protestó en Suecia frente al Consulado General de Suecia en Estambul.
Inicialmente crítico del Partido de la Justicia y el Desarrollo (AKP), en 2023 el partido anunció la candidatura de Fatih Erbakan para las elecciones presidenciales. Sin embargo, más tarde el partido dio marcha atrás y, en cambio, anunció su apoyo a Recep Tayyip Erdoğan, uniéndose a la Alianza Popular el 24 de marzo de 2023. El partido se postuló con su propia lista en las elecciones parlamentarias y consiguió cinco escaños en la Gran Asamblea Nacional.
Poco después de las elecciones, Erbakan volvió a cambiar de posición y abandonó la Alianza Popular en un intento de ganarse la base conservadora islamista de Erdogan. Erbakan ha criticado repetidamente al gobierno de Erdogan por su pragmatismo en lo que respecta a no imponer un embargo total a Israel, y critica los esfuerzos del gobierno por incrementar las relaciones con regímenes árabes como Egipto y los Emiratos Árabes Unidos.